# Beskyttelsesmagt
En beskyttelsesmagt er et neutralt land, som i en krig skal varetage en række funktioner omkring behandlingen af ét krigsførende lands borgere i et andet krigsførende land, typisk sådanne sager, som ellers ville være blevet klaret af ambassade eller konsulat.
Under 1. verdenskrig var USA således beskyttelsesmagt for de tyske og østrig-ungarske borgere (krigsfanger og andre) i Rusland fra krigens begyndelse til USA også indtrådte i krigen i 1917. Herefter blev Sverige beskyttelsesmagt for de tyske borgere, mens Danmark overtog de østrig-ungarske.
| Politik | Spire Denne artikel om politik og ideologi er en spire som bør udbygges. Du er velkommen til at hjælpe Wikipedia ved at udvide den. |